# Морозова, Ирэна Борисовна
Ирэна Борисовна Моро́зова (род. 18 сентября 1938, Москва, РСФСР, СССР) — советская и российская актриса театра и кино, певица. 
Заслуженная артистка РСФСР (1989). Народная артистка России (1995). Ведущая артистка цыганского театра «Ромэн», на сцене которого работает более 60 лет.

## Биография
Ирэна Морозова родилась в Москве 18 сентября 1938 года. В детстве занималась спортом, имела третий разряд по гимнастике, всегда много двигалась, танцевала.
По окончании школы первоначально поступила на французское отделение Московского государственного педагогического института иностранных языков. Но любовь к цыганскому искусству победила. Окончила ГИТИС (1972).
После успешного прослушивания в театре «Ромэн» сразу была принята в его труппу.
В кино дебютировала в 1968 году в фильме «Живой труп». В театре, кино, на телевидении сыграла около 80 ролей. Наибольшую популярность проучила благодаря роли цыганки-гадалки в фильме Эльдара Рязанова «Предсказание» и благодаря роли Рубины в телесериале «Кармелита». 
Большое внимание Ирэна Морозова уделяет концертной деятельности, в её репертуаре народные цыганские песни, старинные цыганские и русские романсы, романсы из репертуара Изабеллы Юрьевой, с которой Ирэну Борисовну связывали теплые дружеские отношения, романсы современных авторов.
Изабелла Юрьева восхищалась пением Морозовой и не пропускала ни одного спектакля и концерта с её участием, они также пели дуэтом.
Юрьева публично благословила Ирэну Морозову и выступила с ней в дуэте на концерте в Доме актера им. А. А. Яблочкиной.
Пишет музыку и стихи к своим романсам и песням. Исполнению Ирэны Морозовой присущи благородство и утонченность, исключительная музыкальность и пластика, прекрасное актёрское мастерство и изысканность стиля, яркий темперамент, щедрость, с которой она дарит слушателям свой талант. Все это привлекает на её концерты многочисленных поклонников цыганского искусства и старинных романсов.
В течение многих лет Ирэна Морозова — член Президиума правления Центрального Дома работников искусств, член жюри конкурса исполнителей романса «Романсиада», проводимого ЦДРИ. Активный член клуба старинного русского романса «Хризантема» им. А.Титова при Центральном доме актёра имени А. Яблочкиной. Выступает с сольными концертами и в спектаклях театра «Ромэн» во многих зарубежных странах и городах России, записала несколько дисков старинных романсов и цыганских народных песен.
В 2011 году Ирэна Морозова подготовила сольный концерт, в программе которого цыганские песни и старинные романсы, и посвятила его 80-летию театра «Ромэн». С этим концертом И. Морозова с огромным успехом выступила на сценах ЦДРИ (2011 г.) и Центрального Дома учёных (20 января 2012 г.).
В октябре 2012 года Ирэна Борисовна Морозова выступила с сольным концертом на сцене Культурного центра Российской Армии.
В октябре 2018 года отметила на сцене театра «Ромэн» 60-летие своей творческой деятельности.
В октябре 2023 года на сцене театра "Ромэн" с огромным успехом прошёл творческий вечер Ирэны Борисовны, посвящённый 65-летию её творческой деятельности. 

## Семья
Замужем. Имеет дочь, сына, внучку и троих внуков.

## Награды
- Заслуженная артистка РСФСР (02.03.1989)
- Народная артистка России (27.11.1995) — за большие заслуги в области искусства[3]
- Орден «За заслуги в культуре и искусстве» (03.04.2024) — за большой вклад в развитие отечественной культуры и искусства, многолетнюю плодотворную деятельность[4]
- Орден Дружбы (27.11.2002) — за многолетнюю плодотворную деятельность в области культуры и искусства[5]
- Орден за Мир и Дружбу (2002) (за № 7138)
- Орден Служение цыганскому искусству «Амала»
- Золотая звезда за верность России (за № 0083)
- Орден Золотой венец Победы (05. 2017).
- Орден Служение искусству
- Орден за Благие дела
- Благодарность Мэра Москвы (2018 г.)

## Фильмография
- 1968 — Живой труп
- 1970 — Севиль
- 1978 — Мелодии одной оперетты (Бал в «Савойе») — Танголита
- 1992 — Хэлп ми
- 1993 — Предсказание
- 1994 — Я свободен, я ничей
- 1994 — Бульварный роман — певица
- 1994 — Ералаш — цыганка
- 1995 — Прибытие поезда
- 1997 — Сезон охоты
- 2000 — Маросейка, 12
- 2005 — Кармелита — Рубина
- 2005 — Обречённая стать звездой — Риччи Суреновна
- 2006 — Громовы — цыганка в поезде
- 2006 — В ритме танго — цыганка
- 2006 — Проклятый рай — бабушка Ариадны
- 2007 — Солдаты 13 — цыганка на вокзале
- 2008 — ГИБДД и т. д. — бабушка Карапетяна
- 2008 — Грехи наши — цыганка
- 2009 — Кармелита. Цыганская страсть — Рубина
- 2009 — Зверобой — 2
- 2009 — Маргоша — колдунья
- 2010 — Институт благородных девиц — Зейнаб
- 2010 — Зоя — Лидия Андреевна Русланова
- 2010 — Зверобой — 2 — Рада
- 2012 — Тайны Института благородных девиц — Зейнаб
- 2012 — Без срока давности (23-я серия «Дети войны») — Людмила Оконцева
- 2012 — Склифосовский) — цыганка
- 2013 — Людмила — Лидия Андреевна Русланова
- 2014 — Сердце звезды (телесериал) — цыганка
- 2016 — Убежать, догнать, влюбиться — цыганка
- 2018 — Хор — Армине
- 2020 — Документалист. Охотник за призраками — Мирела, цыганка-гадалка

## Дискография
- Цыганские песни — 1974, 1977 гг. (запись 1966 г.)
- Мы — цыгане — 1987 г.
- Резвился ликующий мир (сольный диск) — 1998 г.
- За дружеской беседою! (сольный диск) — 2004 г.
- Избранное (сольный диск) — 2007 г.
- Песни русских цыган — 2008 г. (исполнение, консультант)
- Друг гитара (сольный диск) — 2010 г.
- Мираж любви (сольный диск) — 2010 г.